# Harry Kamphuis
Marten Hendrikus (Harry) Kamphuis (Ruinen, 9 februari 1943 – Amstelveen, 1 augustus 2022) was een Nederlands politicus van de VVD.
Hij was zoon van verzekeringagent Gerrit Hendrik Kamphuis en Aaltje Bosch wonende in Stadterij.
Hij was aan de Rijksuniversiteit Groningen afgestudeerd in de rechten en ging op 28-jarige leeftijd werken bij de gemeente Hendrik-Ido-Ambacht. Vier jaar later maakte hij de overstap naar het Gewest Kennemerland waar hij eerste stafmedewerker werd. Een jaar later ging hij werken bij de gemeente Haarlem dat tot dat (thans niet meer bestaande) gewest behoorde. Kamphuis had daar meerdere managementfuncties voor hij rond 1985 J.N. Meysing opvolgde als gemeentesecretaris van Haarlem. Per 16 december 1990 was hij burgemeester van Bloemendaal en vanaf 1997 was Kamphuis de burgemeester van Amstelveen. Hij organiseerde met zijn gemeente in 2000 het jaarlijks congres van de Vereniging van Nederlandse Gemeenten in zijn stad. Die laatste functie heeft hij vervuld tot mei 2005 toen hij vervroegd met pensioen ging. Hij stond erom bekend dat ondanks zijn enigszins aristocratisch uiterlijk hij regelmatig praatjes aanging met Amstelveners. In tijden van emoties kwam zijn Drents accent weer bovendrijven.
Kamphuis overleed op 79-jarige leeftijd. Hij werd begraven op Zorgvlied.